# Brasil Novo
Brasil Novo é um município brasileiro do estado do Pará, pertencente à Mesorregião do Sudoeste Paraense. Localiza-se no norte brasileiro, a uma latitude 03º18'17" sul e a uma longitude 53º32'08" oeste, estando a uma altitude de 190 metros. Com uma área de 6.362 km² e população estimada em 2022 de 24.718 habitantes, segundo dados do IBGE.
O Município de Brasil Novo (PA), localizado na mesorregião Sudoeste Paraense, nasceu a partir de uma área desmembrada dos municípios de Medicilândia, Altamira e Porto de Moz; possui uma área territorial de 6.368,25 km², foi criado pela Lei Estadual n.º 5.962 de 13/12/1991, está situado no sudoeste do Estado, sua sede está localizada às margens da Rodovia Transamazônica, (BR-230) km 46, abrangendo ambas as margens dessa Rodovia.
Inicialmente, Brasil Novo era uma Agropólis do Instituto Nacional de Colonização e Reforma Agrária – INCRA, (sede administrativa e de apoio à colonização) criada devido à distância da cidade de Altamira e a necessidade de desenvolvimento e integração da Transamazônica. Com o fim da ditadura militar e a volta da democracia, o Pará criou novos municípios no início dos anos 90, dentre os quais, Brasil Novo.
Com o fim da ditadura militar e a volta da democracia, o Pará criou novos municípios no início dos anos 90, dentre os quais, Brasil Novo.
A economia brasilnovense está estruturada na pecuária extensiva de corte, comércio e prestação de serviços básicos, agricultura perene (cacau, café, pimenta-do-reino, frutas), culturas agrícolas de safras (feijão, arroz, milho, mandioca, etc.) e algumas indústrias artesanais e serrarias de médio porte. Fatores que não permitem ainda um mercado de trabalho capaz de gerar oportunidades de renda à maioria das famílias carentes. O Município apresenta solos diversificados sendo: terra roxa, mista e arenosa.
Imigrantes de vários Estados do País vieram para a região e trouxeram seus costumes, culturas, valores e organização social.
É servido por 15 vicinais (travessões), que interligadas proveem o acesso à sede urbana, tendo como eixo principal a Rodovia Transamazônica (em forma de espinha de peixe), somando aproximadamente 2.500 km de estradas vicinais.

## Fronteiras e Clima
O município limita-se: ao norte com município de Porto Moz; ao sul com o Rio Xingú; ao sul e a leste com o município de Altamira, e; a oeste com o Igarapé Penetecal e município de Medicilândia.O Município apresenta aspectos promissores economicamente devido a sua localização geográfica e terras agricultáveis.Inicialmente, Brasil Novo era uma Agropólis do Instituto Nacional de Colonização e Reforma Agrária – INCRA, (sede administrativa e de apoio à colonização) criada devido à distância da cidade de Altamira e a necessidade de desenvolvimento e integração da Transamazônica.
O Clima é equatorial(quente e úmido), favorece a pecuária bovina, facilitando sua multiplicação e lucratividade. Através do famoso Slogan: “Terra sem homens, para homens sem terra”, Brasil Novo foi um dos municípios colonizado na década de 70 tendo como base o Programa do Governo Federal de colonizar a Amazônia.